# 米萊納·米科尼
米萊納·米科尼（英語：Milena Miconi，1971年12月15日—），是一位義大利女演員及女模特。2019年5月，她和同居18年的伴侶毛罗·格莱亚尼結婚。兩人育有2個女兒。

## 外部連結
- 米萊納·米科尼在互联网电影资料库（IMDb）上的資料（英文）